# Divlje Jagode (album)
Divlje Jagode je první album stejnojmenné bosenské rock/metalové skupiny ze Sarajeva. Vydáno bylo roku 1979, produkováno o rok dříve. Vydavatelem byla společnost Jugoton.
Celkem se na desce nachází devět skladeb, producentem byl Vladimir Delać. Hudbu zkomponoval Sead Lipovača, texty pak napsal tehdejší frontman skupiny Anto Janković. Na albu se nachází několik balad, které jsou populární mezi tehdejší generací v zemích bývalé Jugoslávie ještě dnes, jedná se o "Krivo je more", "Mojoj ljubavi" a "Jedina moja".

## Seznam skladeb
1. Divlje jagode
2. Krivo je more
3. Bubi
4. Jedina moja
5. Želim da te imam
6. Mojoj ljubavi
7. Čekam da sunce zađe
8. Vodarica
9. Sjećanja